# Otinoves
Otinoves (en allemand : Ottenschlag) est une commune du district de Prostějov, dans la région d'Olomouc, en République tchèque. Sa population s'élevait à 279 habitants en 2023.

## Géographie
Otinoves se trouve à 17,5 km au nord-est de Blansko, à 18 km à l'ouest-sud-ouest de Prostějov, à 33,5 km au sud-ouest d'Olomouc et à 191 km à l'est-sud-est de Prague.
La commune est limitée par Niva au nord, par Drahany et Nové Sady à l'est, par la zone militaire de Březina au sud-est, par Studnice au sud, et par Rozstání à l'ouest.

## Histoire
La première mention écrite de la localité date de 1347.

## Transports
Par la route, Otinoves se trouve à 23 km de Prostějov, à 43 km d'Olomouc et à 249 km de Prague.